# Yoandri Betanzos
Yoandri Betanzos, född 15 februari 1982 i Santiago de Cuba, är en kubansk friidrottare som tävlar i trestegshoppning. 
Betanzos blve 1999 tvåa vid junior-VM i friidrott. Fyra år senare vid VM i Paris blev Betanzos tvåa efter Christian Olsson. 2004 blev Betanzos bronsmedaljör vid inomhus-VM åter igen slagen av Olsson. Vid OS 2004 blev Betanzos fyra bara en centimeter från bronsmedaljören Danila Burkenja från Ryssland. Vid VM 2005 blev Betanzos återigen silvermedaljör denna gång bakom amerikanen Walter Davis. Vid inomhus VM i Moskva 2006 slutade Burkenya trea och fick se sig slagen av Davis .
på nytt Han deltog vid VM 2007 i Osaka där han emellertid inte tog sig vidare från försöken. 
Betanzos personliga rekord är på 17,63 och satt i februari 2006.